# Dajny
Dajny (deutsch Deunen) ist eine Ortschaft in der Woiwodschaft Ermland-Masuren im nordöstlichen Polen. Der Ort gehört zur Gmina Zalewo im Powiat Iławski.   

## Geographie
Dajny liegt in der Moränenlandschaft des Oberlands, etwa sechs Kilometer nördlich von Zalewo.

## Geschichte
Deunen wurde vom Deutschen Orden als Gut eines Kleinen Freien gegründet.
Im 19. Jahrhundert hatte Deunen den Status eines Gutsbezirks. Er wurde im Jahre 1874 dem Amtsbezirk Koschainen im Landkreis Mohrungen angegliedert. Im Rahmen einer Gebietsreform (Auflösung der Gutsbezirke in Preußen) wurde Deunen 1928 in die Landgemeinde Sadlauken eingemeindet. Die so beschriebene Verwaltungszugehörigkeit Deunens blieb bis 1945 bestehen.
Nach der Eingliederung in den polnischen Staat wurde Deunen in Dajny umbenannt und der neugebildeten Gmina Zalewo zugeschlagen. Heute ist der Ort Sitz eines Schulzenamtes, zu dem noch Sadławki gehört.